# Processus cyclique
En thermodynamique, un processus cyclique est une suite de transformations d'un système thermodynamique, physique ou chimique, telles que l'état final du système soit identique à l'état initial.

## Histoire des sciences
Les réflexions de Sadi Carnot sur le cycle de fonctionnement des machines à vapeur sont à l'origine du deuxième principe de la thermodynamique.